# Перигор (графство)
Графство Перигор (фр. Perigord) — феодальное владение, существовавшее в IX—XIV веках на территории современного французского департамента Дордонь.

Графство Перигор в составе герцогства Аквитания (1030 год)

## Основание графства
Графство Перигор получило своё название в честь кельтского племени петрокории (фр.). Графы Перигора были вассалами герцогов Аквитании. Главные города в графстве были Перигё (древний Весуна (фр.)) и Бержерак. С духовной точки зрения территория графства совпадала с территорией епископства Перигё, в пределах архиепископства Бордо.
Впервые графство Перигор упоминается в начале IX века в качестве владения, объединённого с графством Ангулем. Известен граф Ангулема и Перигора Вульгрин, упоминаемый в 806 году.

## Первая династия графов Перигора
В 866 году, по сообщению хроники Адемара Шабанского, после смерти Эменона, графа Пуатье, Ангулема и Перигора, Вульгрин I, член знатной семьи, родственной Каролингам по женской линии, был назначен королём Западно-Франкского государства Карлом II Лысым графом Перигора и Ангулема.
Графство Перигор было унаследовано младшим сыном Вульгрина, Гильомом I. Потомки Гильома постоянно конфликтовали с потомками старшего сына Вульгрина, Алдуина I, который унаследовал графство Ангулем. Присоединить к своим владениям Ангулем удалось сыну Гильома I, Бернару, графу Перигора с 945 года. О графе Бернаре известно, что у него было восемь сыновей, ни один из которых не оставил потомков.
После того, как графством владели последовательно четыре его сына, его унаследовал граф де Ла Марш Одоберт I, сын их сестры Эммы, которая вышла замуж за графа де ла Марш Бозона I Старого. Одоберт I уступил Перигор в 997 году своему младшему брату Бозону II, который и основал вторую династию графов Перигора.

## Вторая династия графов Перигора
Генеалогия второй династии графов Перигора, а также хронология их правления и порядок наследования, были предметом научных споров долгие годы. Письмо короля Франции Людовика IX графу Перигора, датированное июнем 1270 года, вносит ясность в эту ситуацию, поскольку архивы графства сгорели во время пожара, что вызвало у короля необходимость послать графу копию акта вассальной присяги его предка королю Филиппу II, данной в 1212 году. Некоторые документы, касающиеся графов Перигора, сохранилась в картуляриях различных монастырей. Историки XVII и XVIII веков, такие как Лепин, Лейде (фр.) и Прюни (фр.), собрали документы, касающиеся древнего графства Перигор в большую коллекцию, известную как Коллекция Перигора, которую можно найти в форме рукописи в Национальной библиотеке Франции в Париже. Эти же учёные также сделали свои собственные генеалогии, которые противоречат друг другу и в некоторых случаях содержат фактологические ошибки.

## Семья Талейран
Создание этой коллекции, а также генеалогий, были поощрены членами семьи Талейран, которая вела своё происхождение от графов Перигора и стремилась возвратить себе этот титул у королей Франции. Титул, наконец, был им предоставлен королём Людовиком XV, когда Габриэль Мари де Талейран, сеньор де Гриньоль, предок известного министра императора Наполеона I Шарля Мориса де Талейран-Перигор, стал графом де Перигор.
Имя Талейран связано со второй династией графов Перигора с конца XI века. Гильом III Талейран (умер в 1115 году), сын графа Эли III Перигорского, был первым, кто использовал это имя. О происхождении этого имени ничего не известно, однако ясно то, что это было что-то вроде «второго» имени, а не прозвище, фамилия или патроним. В случае графов Перигора исследования показывают, что имя Талейран получал только старший сын в каждом поколении семьи (с единственным исключением в лице кардинала Талейрана де Перигора, сына графа Эли IX в начале XIV века, который был вторым сыном). Однако позднее в течение долгого времени имя Талейран использовалось как фамилия, особенно потомками ветви сеньоров де Гриньоль.

## Прекращение существования графства
Графство Перигор было конфисковано у графа Аршамбо V парламентом Парижа в 1396 году, после его повторных злоупотреблений в отношении граждан города Перигё, который к тому времени принадлежал французскому королю. Его сын был осужден в июле 1399 года. 23 января 1400 года король предоставил графство Перигор Людовику Орлеанскому. В 1430—1439 графством на правах узуфрукта владел Жан Дюнуа. Сын Людовика Орлеанского Жан Ангулемский в 1437 году продал графство Жану Бретонскому, графу де Пентьевр. В 1462 году благодаря браку его наследницы Франсуазы, графини Перигорской, графство перешло к дому д’Альбре, а впоследствии к дому Бурбонов. В 1607 году, после восшествия последнего графа Перигорского Генриха IV на французский престол, графство было присоединено к королевскому домену.

## Графы Перигора
Дом Тайлефер
- около 806 : Вульгрин Ангулемский

Гильемиды

Герб графов Перигорских

- 845—866 : Эменон (около 810— 22 июня 866)

Дом Тайлефер
- 866—886 : Вульгрин I (умер 3 мая 886)
- 886—918 : Гильом I (умер 918)
- 918—950 : Бернар I (до 895—950)
- 950—962 : Арнауд I Боррацио (умер до 6 августа 962)
- 962—962 : Гильом II Талейран (умер 6 августа 962)
- 962—975 : Ранульф I Бомпар (умер 27 июля 975)
- 975—после 975 : Ричард I Простой (умер после 975)
- после 975—после 988 : Эмма (930—после 988)

муж: Бозон I Старый (умер до 974), граф де Ла Марш
Дом де Ла Марш
- 974—975 : Эли I (умер 975)
- 988—997 : Одоберт I (умер 997)

Родословие графов Перигора X—XI веков

- 997—1003/1012 : Бозон II (умер 27 декабря 1003/до 1012)
- 1003/1012—1032/1033 : Эли II (990—после 1032/1033)
- 1032/1033—1033/1044 : Бозон III (990—1031/1044)
- 1033/1044—1072/1073 : Одоберт II (умер 1072/1073)
- 1072/1073—1101/1104 : Эли III (умер 1101/1104)
- 1101/1104—1115 : Гильом III Талейран (умер 1115)
- 1115—1116 : Одоберт III (умер 1116)
- 1115—после 1131 : Эли IV Талейран (умер после 1131)
- после 1131—1146/1149 : Эли V Рудел (умер 1146/1149)
- 1131—1166 : Бозон IV (умер 1166)
- 1166—1203 : Эли VI Талейран (умер 1203)
- 1203—1211 : Эли VII Талейран (1155/1160—1211)
- 1211—1212 : Аршамбо I (умер 1212)
- 1211—1239 : Аршамбо II Талейран (1180/1185—1239)
- 1239—1247/1251 : Эли VIII Талейран (1210/1215—1247/1251)
- 1247/1251—1300 : Аршамбо III (1238/1240—1300)
- 1300—1315 : Эли IX Талейран (1258/1262—1315)
- 1315—1335 : Аршамбо IV (1300/1308—1335)
- 1335—1363 : Роже-Бернар I (1303—1363)
- 1363—1398 : Аршамбо V Старый (умер 1398)
- 1395—1399 : Аршамбо VI Юный (умер после 1430)

Дом Валуа (Орлеанская ветвь)
- 1400—1407 : Людовик I (13 марта 1372 — 23 ноября 1407)
- 1407—1437 : Иоанн I Добрый (1400—1467)
  - 1430—1439 : Иоанн II Бастард Орлеанский  1402—1468)

Дом Блуа-Шатийон
- 1437—1454 : Иоанн III (1393—1454)
- 1454—1455/1456 : Гильом IV (1400/1402—1455/1456)
- 1455/1456—1481 : Франсуаза (умерла 1481)

Дом д’Альбре
- 1462—1484 : Ален I Великий (1440—1522)
  - ?—? : Пьер I (?—?)

- 1484—1516 : Иоанн IV (1469—1516)
- 1516—1555 : Генрих I (1503—1555)
- 1555—1572 : Жанна I (1527—1572)

Дом Бурбонов
- 1555—1562 : Антуан I (1518—1562)
- 1572—1607 : Генрих II Великий (1553—1610)
- с 1607 в составе королевского домена

Дом Талейран-Перигор
- ?—1795 : Габриэль-Мари (1726—1795)
- 1795—1814 : Эли-Шарль (1754—1829), с 1814 года герцог Перигорский и пэр Франции
- 1814—1841 : Одоберт-Шарль (1758—1841)
- 1829—1879 : Августин-Эли (1788—1879), герцог Перигорский
- 1879—1883 : Эли-Луи (1809—1883), герцог Перигорский

В 1883 году титул герцога-пэра Перигорского прекратил своё существование.